# سونگو منارا
سونگو منارا شهری است در جنوب تانزانیا که ویرانه‌هایی از آن باقی مانده‌است. شهر سنگی از قرن چهاردهم تا شانزدهم میلادی اشغال شده بود. سونگو منارا به همراه شهر سنگی کیلوا کیسیوانی به عنوان یک میراث جهانی یونسکو شناخته شده‌است و در فهرست آثار میراث جهانی ثبت گردیده‌است. در کل، باستان شناسان شش مسجد، چهار قبرستان و دوازده بلوک خانه به همراه سه فضای باز محصور در جزیره پیدا کرده‌اند. سونگو منارا از سنگ‌های مرجانی و ملات ساخته شده‌است. این شهر سنگی به عنوان یکی از شهرهای مهم تجاری در اقیانوس هند ساخته شده‌است.

## مستندات با اسکن لیزر سه بعدی
بین سالهای ۲۰۰۵ و ۲۰۰۹، پروژه زمانی برخی از ویرانه‌های این شهر را با اسکن لیزر سه بعدی زمینی مستند کرد. ساختارهای مستند شده در مورد این شهر سنگی شامل: کاخ، مسجد و تعدادی ساختمان مسکونی است. برخی از مدل‌های سه بعدی بافتی، تورهای پانوراما، ارتفاعات، بخش‌ها و برنامه‌ها در سایت www.zamaniproject.org موجود است.

## حفاری‌ها
کاوش‌های باستان شناسان به درک بهتر روش‌های زندگی در سونگو منارا کمک کرده‌است. مناطق مختلف زیادی حفاری شده‌اند، از جمله بیش از ۴۰ خانه که در اطراف شهر سنگی واقع شده‌اند.
انواع مختلفی از آثار باستانی پیدا شده‌است، اگرچه تعداد کمی از آنها در داخل خانه‌های خاکبرداری کشف شده‌اند. باستان شناسان یافته‌های خود را با دقت نقشه‌برداری و ثبت کردند.

## نگارخانه

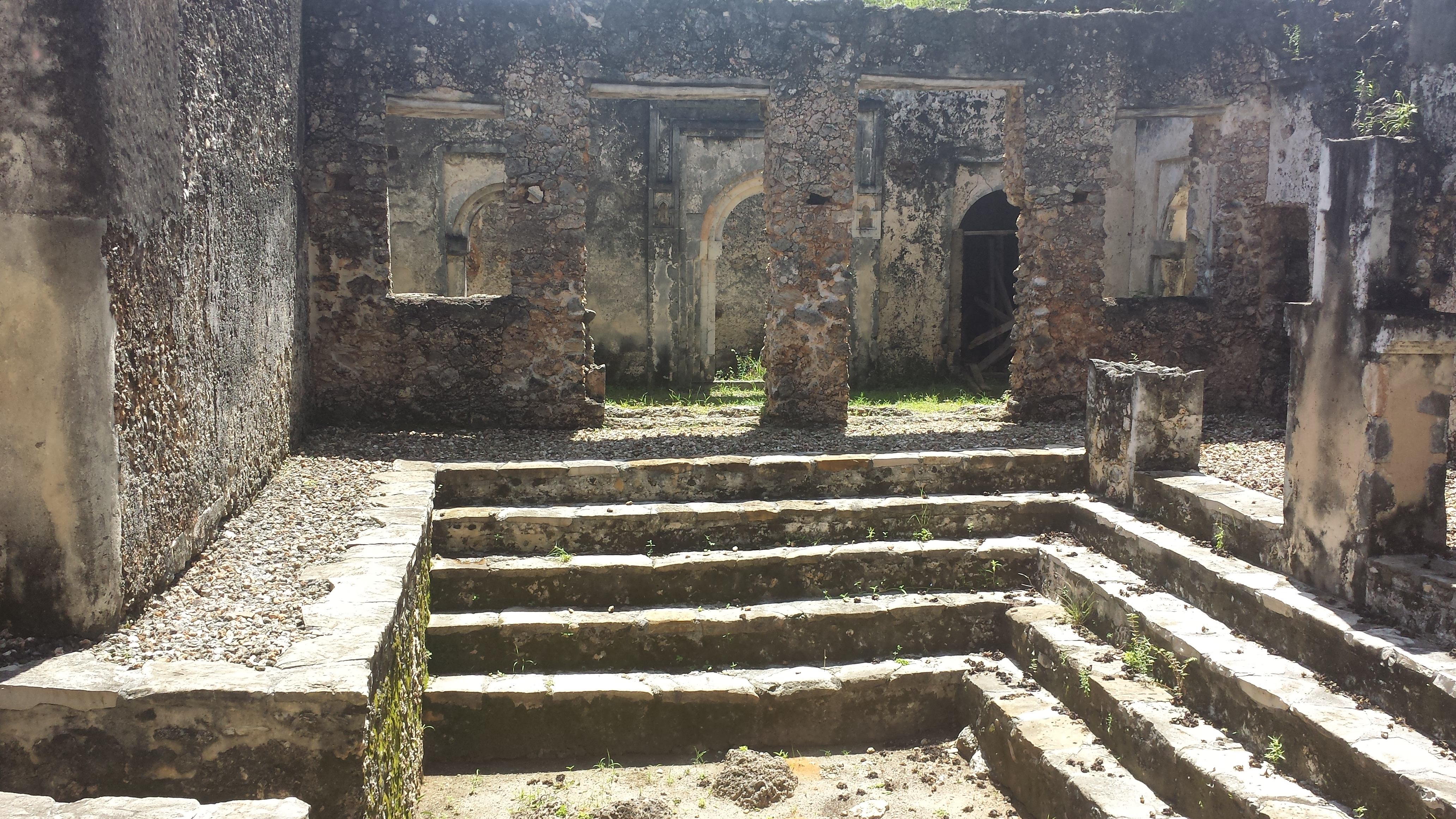
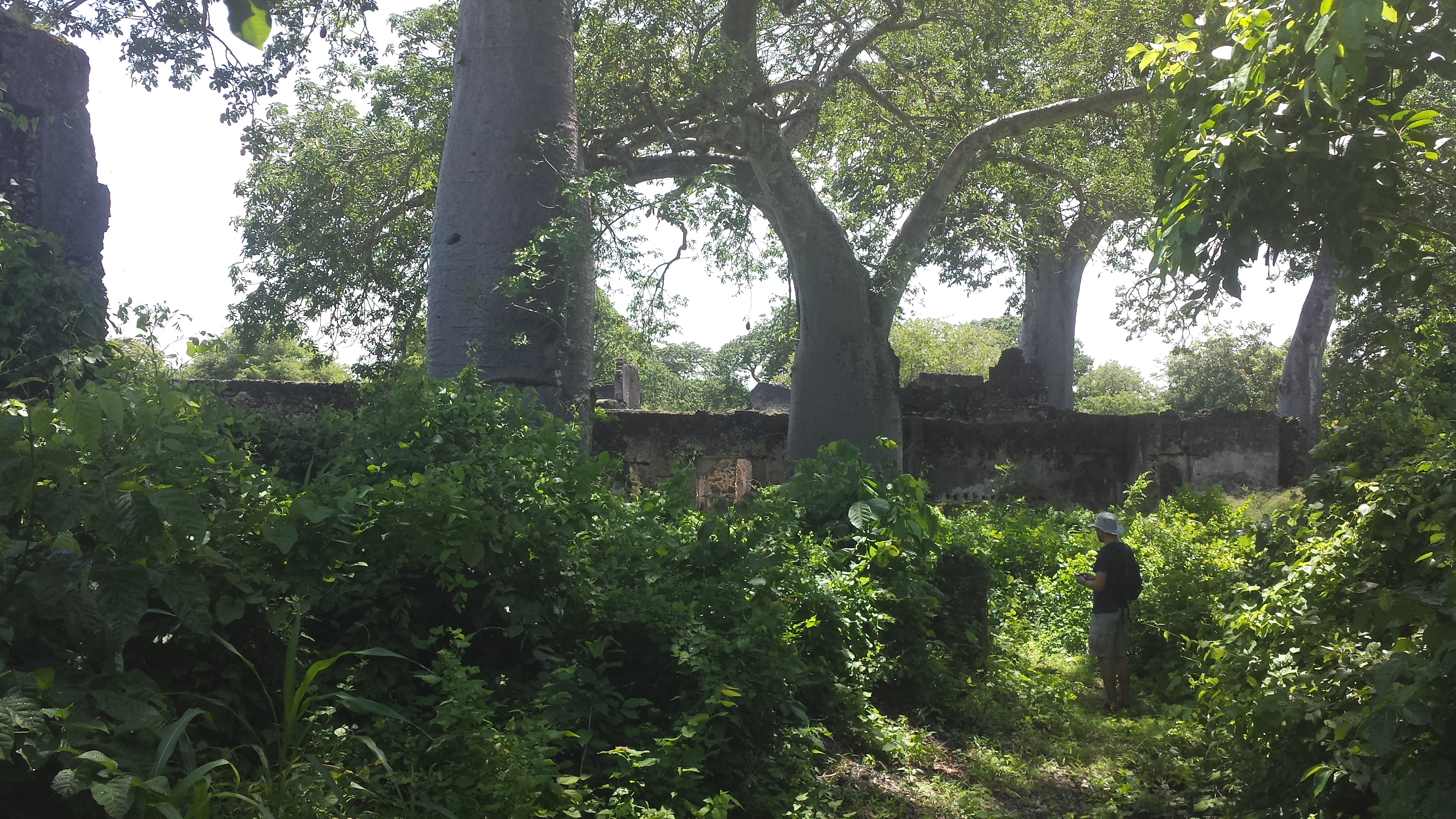
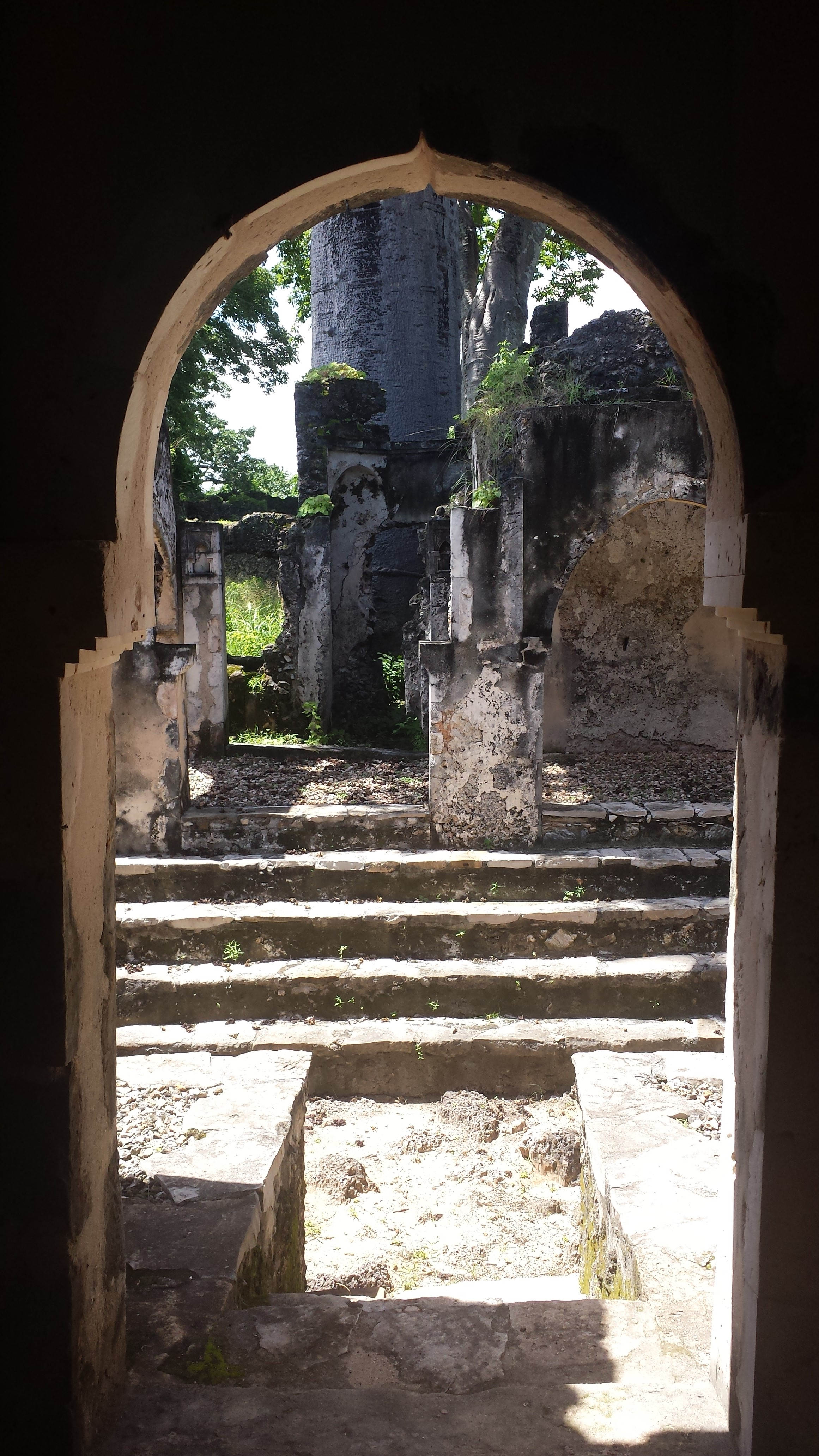
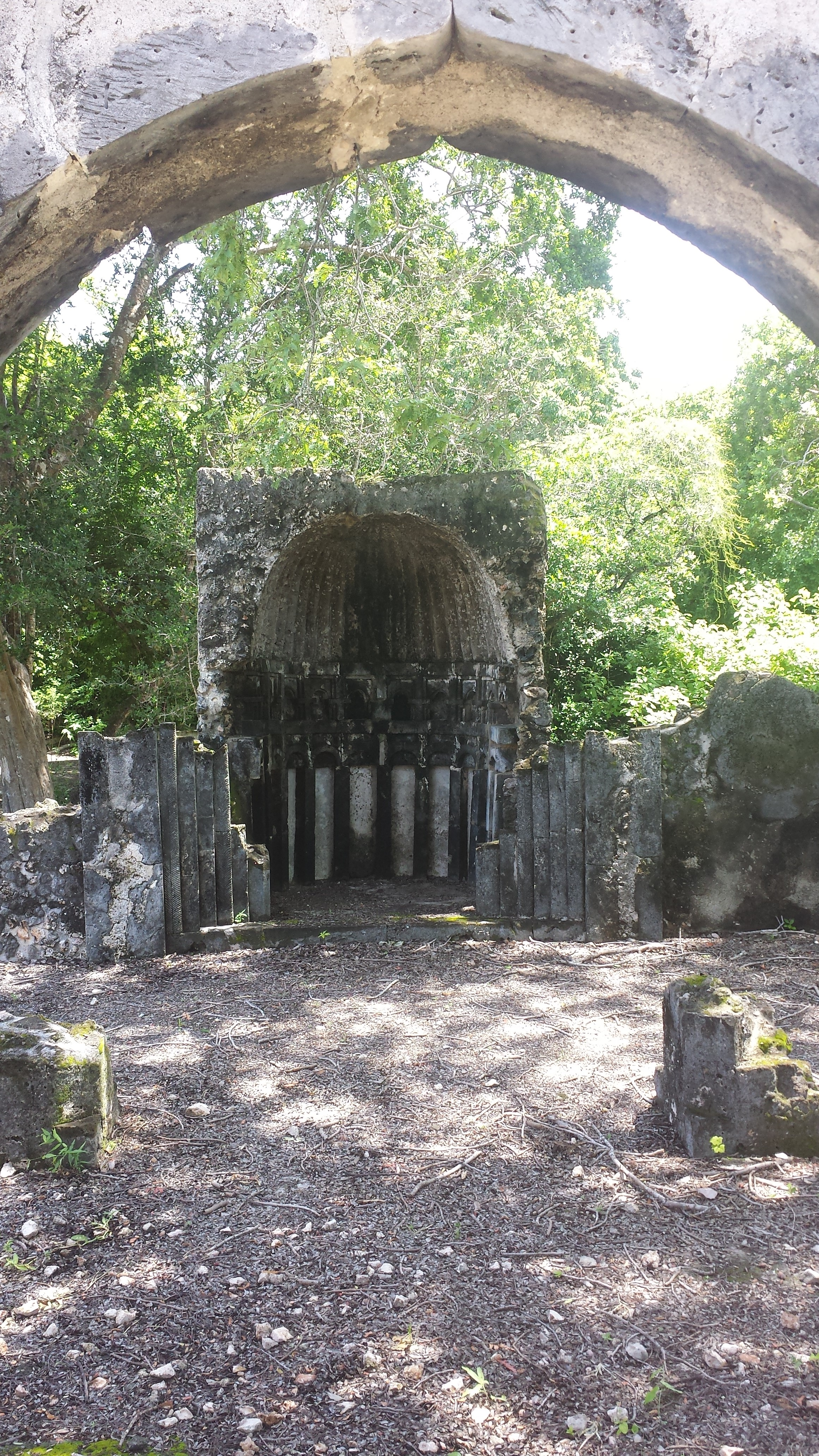